# Dialkyldithiophosphate de zinc
Un dialkyldithiophosphate de zinc (ZDDP, de l'anglais zinc dialkyldithiophosphate), est un type d'additif pour lubrifiants appartenant à une famille de composés chimiques découverte par la société britannique Castrol et constituée d'un atome de zinc complexé avec deux anions d'acide dialkyldithiophosphorique [P(OR)2S2]−, R indiquant une substitution avec un groupe alkyle.

Les ZDDP sont enregistrés collectivement sous le numéro CAS 68649-42-3.

## Propriétés physicochimiques
Elles sont modulées selon la nature du ou des groupes alkyle spécifiques. 
Les additifs ZDDP fabriqués à base de dialkyldithiophosphate de zinc (actuellement par Lubrizol, leader dans ce domaine) ont un aspect liquide et visqueux. Leur poids moléculaire varie de 400 et 2000 Daltons. Leur pression de vapeur et leur fugacité sont faibles . 

Ils sont légèrement à modérément solubles dans l'eau. 
Les ZDDP ne sont pas des sels et ne sont pas électriquement chargés. Ils sont solubles dans les solvants apolaires et les dérivés à longues chaînes aliphatiques se dissolvent facilement dans les huiles minérales et de synthèse utilisées comme lubrifiants.

## Utilité
Les dialkyldithiophosphate de zinc sont utilisés pour contrôler l'oxydation et la corrosion de moteurs ou pièces métallique en contact et en mouvement. 
La fraction de ZDDP dans les additifs commercialisés s'établit entre 2 et 15 %.
Remarque : Selon le type de ZDDP, la stabilité thermique, la protection anti-usure, la stabilité hydrolytique et le rapport qualité-prix diffèrent ; des compromis sont à trouver selon l'utilité recherchée :
- les ZDDP de type aryle sont très stables à la chaleur, mais moins utiles comme additif anti-usure et/ou de stabilité hydrolytique[1].
- Inversement, les alkyles secondaires présentent la meilleure protection anti-usure et stabilité hydrolytique, mais se dégradent à haute température[1].

## Synthèse, fabrication
Ces composés sont fabriqués en deux étapes. Tout d'abord, du pentasulfure de diphosphore P2S5 est traité avec les alcools ROH qui conviennent pour donner les acides dialkyldithiophosphoriques P(OR)2S2H recherchés, lesquels sont ensuite neutralisés avec de l'oxyde de zinc :
2 P(OR)2S2H + ZnO → Zn[S2P(OR)2]2 + H2O.

## Risques pour la santé
Ils ont été étudiés sur le modèle animal. 
Dans l'Industrie chimique qui le produit ou le formule, le risque professionnel principal (outre les risques d'explosion/incendie) sont une irritation oculaire voire de corrosion des yeux, des muqueuses ou de la peau. 
Selon leur fabricant et d'après les tests sur animaux, les ZDDP sont réputés présenter une faible toxicité aiguë par ingestion, en cas d'exposition cutanée ou par inhalation. 
Ils ne sont pas sensibilisant pour la peau.
Des études basées sur une exposition répétée (par voie orale) n'ont montré des effets qu’à des doses élevées, principalement liés à leur caractère irritant. Ils ne sont pas une source connue d'infertilité et ne semblent pas mutagène ni causer de troubles du développement du fœtus ou de l'embryon à des doses non toxiques pour la mère.
Selon Lubrizol, ils n'ont jamais fait l'objet d'études de cancérogénicité, mais les résultats d'évaluation de leur génotoxicité et les études faites sur des produits formulés (en contenant) laissent penser qu'ils ne sont pas cancérogènes.

## Effets environnementaux
Dans le monde animal, plusieurs espèces de laboratoire ou réputées bio indicatrices ont été testées (vertébrés et d'invertébrés) pour ce produit par des écotoxicologues. Les daphnies, les poissons et les algues y sont vulnérables, avec des effets à long terme. 
En outre les ZDDP « ne sont pas facilement biodégradables ».

## Informations réglementaires
En Europe, à la demande de la Commission, cette famille de molécules est actuellement soumis au règlement REACH (enregistrement, évaluation, autorisation et restrictions des substances chimiques) de la Commission européenne. Les rapports de sécurité chimique sont réétudiés par l'Agence européenne des produits chimiques (ECHA).

## Risques d'exposition
Ces risques se manifestent essentiellement pour les utilisateurs industriels formulant des lubrifiants et des graisses, avec alors une possible exposition accidentelle ou chronique, par voie cutanée ou par inhalation (notamment lors de process qui doivent s'effectuer à haute températures, la chaleur favorisent une contamination de l'air et donc l'inhalation. 
Selon le fabricant, une fois formulés les huiles ou graisses traitées ne contiennent que de faibles taux de ZDDP, faisant que les utilisateurs et consommateurs finaux ont peu de risques d'y être exposés à des doses toxiques ou gênantes. 

## Gestion des risques
Elle passe par les bonnes pratiques de sécurité et d'hygiène industrielles, et donc par la connaissance et l'application des recommandations et consignes des fiches de données de sécurité, qui devraient toujours être lues par les personnes travaillant avec ces produits ou avec des produits en contenant à des doses significatives. Ces fiches rappellent le type d'équipements de protection individuelle nécessaires lors de la fabrication et de la formulation de ces molécules et les moyens de limiter le risque d'expositions (pour la formation, des gants et vêtements adéquats doivent protéger la peau et une respirateur à demi-masque est recommandé pour certaines opérations (à haute température notamment). 
Les rejets dans l'environnement sont à éviter. Selon le fabricant Lubrizol, « l'exposition des travailleurs au ZDDP peut provoquer une irritation ou une corrosion des yeux et / ou de la peau. les rejets dans l'environnement sont toxiques pour les organismes aquatiques et peuvent entraîner des effets à long terme ». 